# D-fine
d-fine ist ein europäisches Beratungsunternehmen mit Standorten in Deutschland, der Schweiz, Österreich, dem Vereinigten Königreich, Italien, Schweden und den Niederlanden.

## Unternehmen
d-fine beschäftigt mehr als 1500 Mitarbeiter. Die Branchenschwerpunkte umfassen Banken, Versicherungen, Energieversorger und Netzbetreiber, Industrieunternehmen, Chemie, Pharma und Gesundheitswesen sowie als Querschnitte Mobilität und öffentliche Hand. Der inhaltliche Fokus liegt auf analytischen, fachlichen und prozessualen Fragestellungen.
Auf den Projekten stehen analytische, quantitative und technologische Anforderungen im Vordergrund. Dies beinhaltet Modellentwicklung und Validierung, Simulationstechniken oder Big Data-Analysen unter Verwendung klassischer und moderner KI-Methoden.
Die Dienstleistungspalette umfasst dabei sowohl Strategieberatung, Fachkonzeption als auch Umsetzung und IT-Integration von Lösungen.
In Deutschland belegt d-fine laut der 2025 veröffentlichten Lünendonk-Liste Platz 3 im Ranking der führenden Management-Beratungsfirmen.

## Geschichte
d-fine startete im Juli 2002 seine Geschäftstätigkeit als Management-Buy-Out der deutschen Arthur Andersen Risk-Praxis mit 100 Beratern in Frankfurt am Main. Im Jahr 2004 erfolgte die Gründung der Tochtergesellschaft in London. Seit 2006 ist d-fine in Deutschland mit einem zweiten Büro in München vertreten. Seit 2010 agiert d-fine mit einer Tochterfirma in Zürich auch am Schweizer Markt. 2012 wurde die österreichische Tochterfirma samt Wiener Büro eröffnet. Berlin reihte sich 2017 in die Bürostandorte ein, 2018 folgte Düsseldorf und 2021 wurde das Hamburger Büro eröffnet. Anfang 2023 erfolgte die Expansion in die Niederlande (Utrecht), nach Schweden (Stockholm) sowie nach Italien (Mailand).